# Bryophilopsis tarachoides
Bryophilopsis tarachoides är en fjärilsart som beskrevs av Paul Mabille 1899. Bryophilopsis tarachoides ingår i släktet Bryophilopsis och familjen trågspinnare. Inga underarter finns listade i Catalogue of Life.